# Israel Asper
Pour les articles homonymes, voir Asper.
Israel « Izzy » Asper (11 août 1932 à Minnedosa, Manitoba, Canada - 7 octobre 2003 à Winnipeg, Manitoba) était un magnat des médias canadien et fondateur de CanWest Global Communications. Il est membre élu du Temple de la renommée des hommes d'affaires canadiens.

## Biographie
Il est né d'immigrants ukrainiens juifs. Avocat de profession, il entreprend alors des études en droit à l'Université de Winnipeg et se spécialise dans le droit des affaires. Il a été durant quelques années député provincial et chef du parti libéral du Manitoba. Élu lors d'une élection partielle en 1971 comme député de la circonscription de Wolseley, il conservât son siège lors des élections de 1973 par une marge de quatre votes.
En 1974, il commence à s'intéresser au domaine des médias. En 1975, il lance son entreprise avec l'achat de la station de télévision CKND de Winnipeg pour 500 000 CAD. En 2000, CanWest Global prend de l'ampleur avec l'acquisition des journaux du groupe de presse Hollinger, dont les journaux National Post et The Gazette, pour 3,5 milliards CAD. L'entreprise devient l'un des trois principaux groupes de médias canadiens.
Parmi les actifs de CanWest figurent une participation dans Network Ten en Australie, TV3 en Irlande, UTV en Irlande du Nord, TV3 et TV4 en Nouvelle-Zélande.
Le succès de la compagnie d'Izzy Asper revient au réseau de télévision Global, qui se trouve en 2006 au troisième rang des grands diffuseurs canadiens.
Izzy Asper s'est également illustré par sa défense d'Israël dans le conflit israélo-palestinien. Il a pris sa retraite en janvier 2003 afin de se consacrer à des œuvres philanthropiques.
Le 7 octobre 2003, Izzy Asper, âgé de 71 ans, succombe à une crise cardiaque peu après son admission à l'hôpital St-Boniface de Winnipeg, Manitoba.